# Liggerbrug

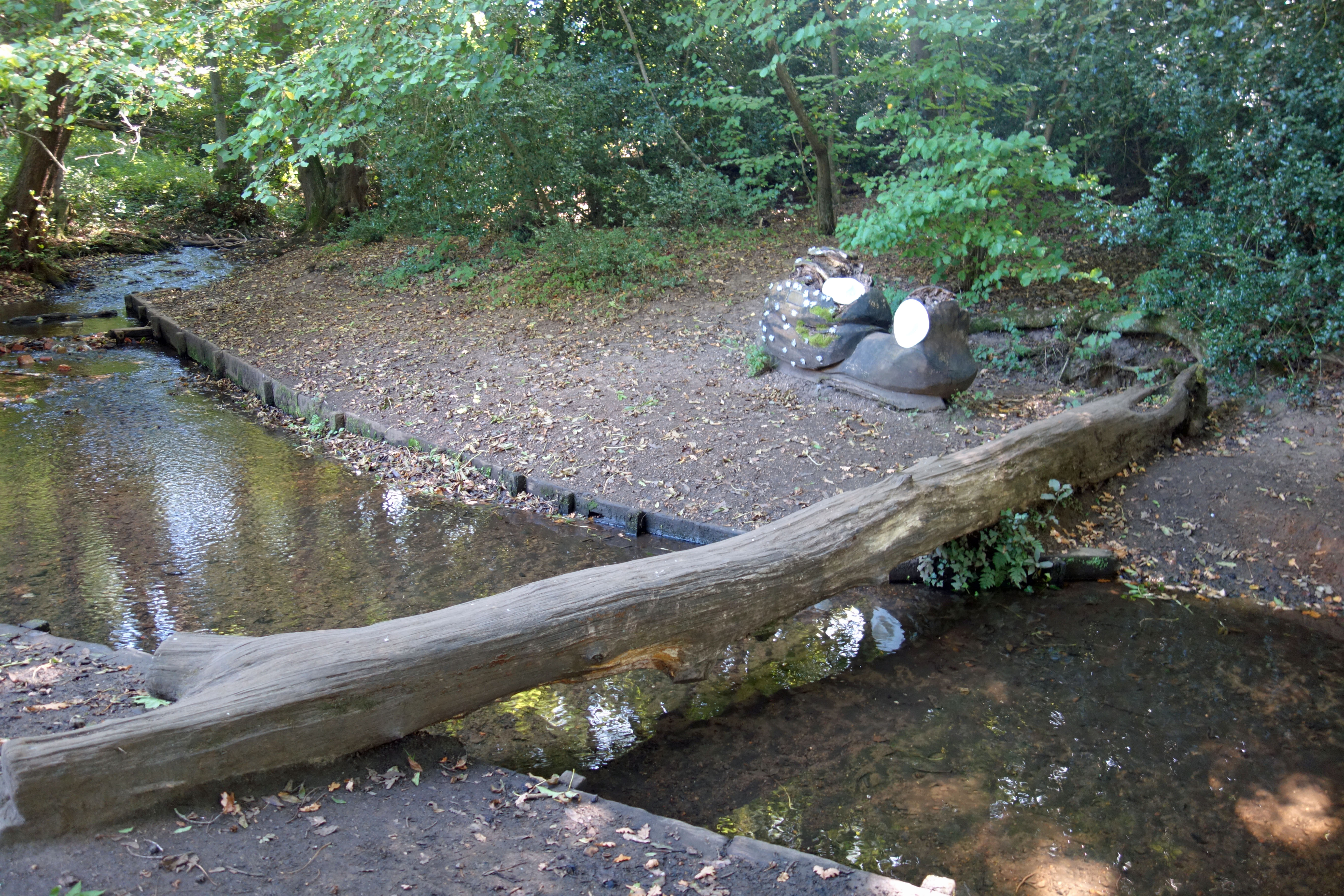
De aller-primitiefste vorm van een liggerbrug: de boomstambrug.

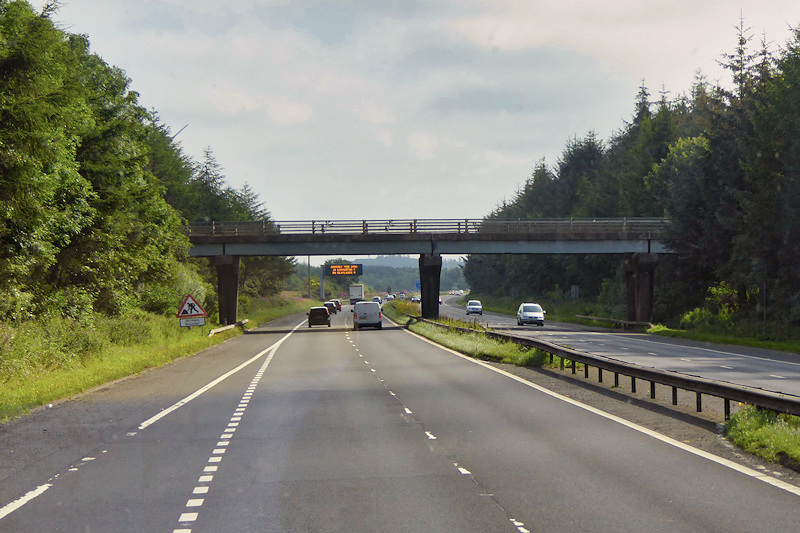
Liggerbrug over een snelweg.

Een liggerbrug is een brugtype dat gebruik maakt van balken/liggers die de hele overspanning vormen. Op de liggers wordt het wegdek aangebracht.
De allereerste liggerbruggen bestonden uit boomstammen die op beide oevers werden gelegd. De boomstam is inmiddels meestal vervangen door balken van staal, gewapend beton of voorgespannen beton, waarop het brugdek wordt gelegd. Doordat massieve balken bij grote overspanningen te zwaar zijn, worden liggers met een profiel gebruikt. Die profielen zijn er in verschillende vormen. De meeste bruggen en viaducten die gebouwd worden zijn liggerbruggen; ze zijn namelijk goedkoop en snel te maken.

## Trogbrug

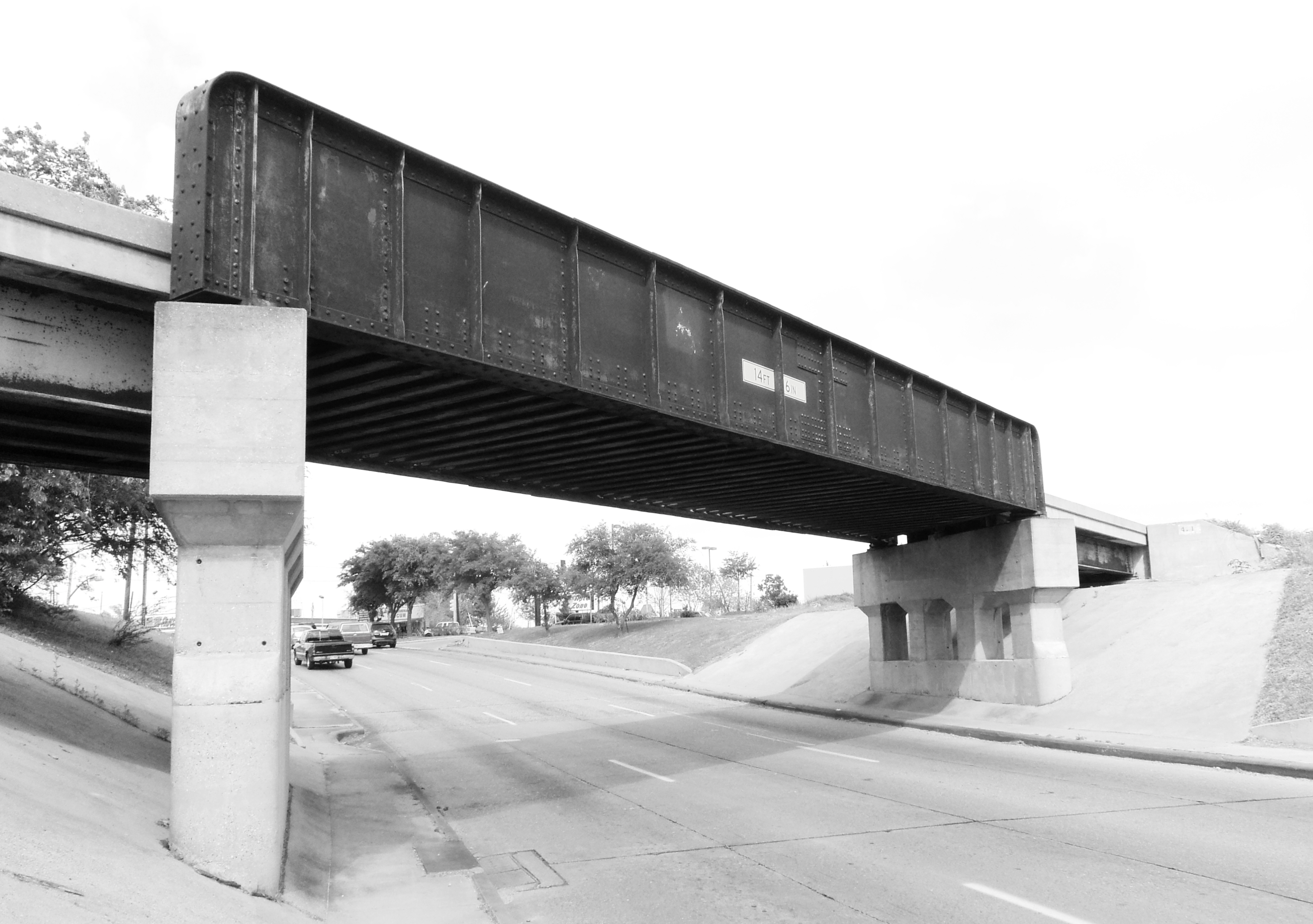
Trogbrug

Een trogbrug is een speciale uitvoering van de liggerbrug. Hij bestaat uit een U-vormige ligger, waarbij het rijdek op de bodem ligt. Doordat er op die manier onder het niveau van het rijdek erg weinig ruimte nodig is, kan de ruimte onder de brug hoog genoeg blijven voor weg- of scheepvaartverkeer dat er onderdoor gaat.
Een aquaduct is dan weer een speciale versie van de trogbrug, waarbij de trog geen wegdek heeft maar een vaarweg vormt.